# Essequibo Islands-West Demerara
Essequibo Islands-West Demerara, Region 3 – jeden z dziesięciu regionów Gujany położony w północnej części państwa. Na północy ma dostęp do Oceanu Atlantyckiego, od wschodu graniczy z regionem Demerara-Mahaica, od południa z Upper Demerara-Berbice i Cuyuni-Mazaruni, a od zachodu z Pomeroon-Supenaam. Stolicą regionu jest Vreed en Hoop. Pozostałe miejscowości to m.in. Parika, Schoon Ord i Uitvlugt.

## Geografia
W skład regionu wchodzą wyspy w estuarium Essequibo, z których cztery największe to Hog, Wakenaam, Leguan i Troolie oraz obszar położony pomiędzy rzekami Essequibo i Demerara. Większość jego powierzchni to niziny nadbrzeżne i pagórki zbudowane głównie z piasków i gliny. Niewielką część zajmuje porośnięta lasem równikowym Wyżyna Gujańska.

## Gospodarka
W regionie uprawiany jest głównie ryż. W mniejszym stopniu prowadzona jest także uprawa trzciny cukrowwej, kokosa i banana oraz hodowla bydła w celu produkcji wołowiny i mleka. W regionie istnieje system melioracji nazywany Boerasirie Extension Project pozwalający osuszyć podmokłe tereny i pozyskać nowe ziemie pod uprawy oraz hodowle poprzez wybudowane kanały i poldery. Umożliwiają one także nawadnianie pól uprawnych w porze suchej.

## Demografia
Populacja regionu skoncentrowana jest wzdłuż pobrzeży. Rząd gujański, od czasu reformy administracyjnej w 1980 r., przeprowadzał kolejne spisy ludności w 1980, 1991, 2002 i 2012 r. Według ostatniego spisu populacja wynosiła 107 416 mieszkańców. Essequibo Islands-West Demerara jest przedostatnim regionem pod względem powierzchni i trzecim pod względem populacji. Jest najgęściej zaludnionym regionem Gujany po Demerarze-Mahaicy.
| Rok  | Populacja |
| ---- | --------- |
| 2012 | 107 416   |
| 2002 | 103 061   |
| 1991 | 95 975    |
| 1980 | 104 750   |

## Miejscowości
Miejscowości w regionie Essequibo Islands-West Demerara:

- De Willem
- Ampa
- Amstel
- Anna Catherina
- Banakari
- Berebisibali (Berebisiballi, Beribissibali, Beribissiballi)
- Bethany
- Caledonia
- Canal #1 Polder
- Canal No.2 Polder
- Caria Caria
- Cornelia Ida
- Dalli
- De Jonge Rachael
- Den Amstel (Den Amstel Village)

- Elizabeth
- Enterprise
- Fredericksburg
- Hague Backdam (Hague Front/Jib)
- Harlem
- Hooboo
- Hopetown
- Hubu
- Karia
- Kariakaria
- La Parfaite Harmonie
- Lanaballi
- Leonora
- Lorenza
- Louisiana

- Makouria
- Manaka
- Maria Johanna
- McDoom Village
- Meadow Bank
- Meten-Meer-Zorg
- Melville
- Morasi
- Nismes
- Parika
- Patentia
- Phoenix Town
- Post Ampa
- Primrose Hill
- Ridge

- Ruimzeight
- Sarah
- Saxacalli (Saxakalli, Saxsacali)
- Schoon Ord
- Simirie
- Soesdyke (Soesdyk)
- Stanleytown
- Stewartville
- Tuschen
- Uitvlugt
- Vergenoegen
- Vreed en Hoop
- Wales
- Windsor Forest
- Zeelandia